# Hispania Baetica

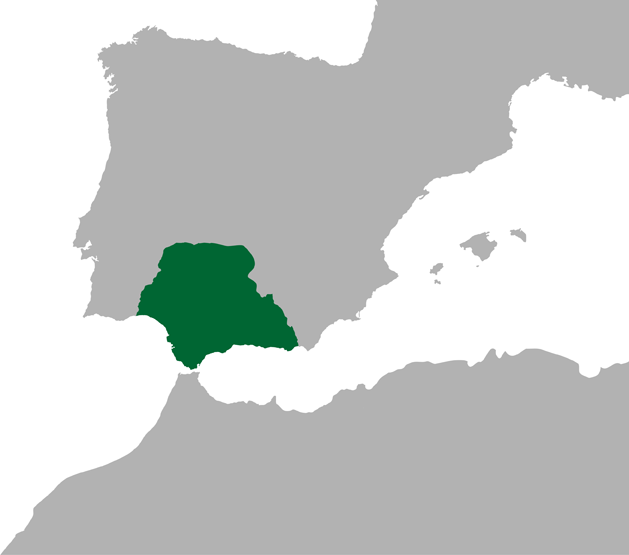
Położenie prowincji Hispania Baetica na Półwyspie Iberyjskim

Betyka (łac. Baetica, Hispania Baetica) - jedna z trzech prowincji starożytnego Rzymu na Półwyspie Iberyjskim, w jego południowej części. Zdobyta przez Rzymian w czasie II wojny punickiej ok. 206 p.n.e. Prowincja senacka od 27 p.n.e. założona przez cesarza Augusta. Od zachodu i północy graniczyła z Luzytanią, od wschodu z prowincją Hispania Tarraconensis. Stolicą prowincji była Kordoba. Na początku V w. n.e. zajęta przez Wandalów. Następnie m.in. część królestwa Wizygotów i Bizancjum.